# Heruli

Imperiul Roman sub Hadrian (117-138), care indică amplasarea tribului herulilor, în ceea ce este considerat a fi teritoriul lor de origine, insulele daneze și provincia Skane, Suedia

Herulii (scris diferit în latină și greacă) au fost un popor germanic nomad, care au fost subjugați de ostrogoți, huni, și est-romanii bizantini în secolele al III-lea și al V-lea. Numele este legat de "earl" și a fost, probabil, un titlu onorific militar. E posibil ca ei să fi atacat și cetățile din Dobrogea alături de goți în sec al III-lea. Un descendent herul, Odoacru, l-a detronat pe ultimul Împărat Roman de Vest: Romulus Augustus.

## Istorie
Cronica din sec. al VI-lea a lui Iordanes înregistrează o tradiție care spune că ei au fost alungați din patria lor de către dani, și plasează originile lor în insulele daneze sau în cea mai mare parte a sudului Suediei. Potrivit lui Procopius, au menținut legături strânse cu rudele lor din Thule (Scandinavia). El povestește că herulii și-au ucis regele în timpul șederii lor în Balcani (cf. Domalde), și că au trimis un emisar la Thule solicitând un nou rege. Cererea lor a fost acceptată, și un nou rege a ajuns cu 200 de tineri.
Herulii sunt prima dată mentionați de scriitorii romani în timpul domniei lui Gallienus (260 - 268), când au însoțit hoarde de goți la devastarea coastelor Mării Negre și Mării Egee. Bandele războinice amestecate au prădat Bizanțul în 267, dar contingentele lor din est au fost decimate în Balcani în bătălia de la Naissus, doi ani mai târziu. Un contingent din vest de heruli este menționat la gura Rinului în 289.

Scutul șablon al "Heruli seniores" o unitate militară romană târzie compusă din heruli.

Până la sfârșitul secolului al IV-lea herulii au fost subjugați de ostrogoți. Atunci când regatul ostrogot din nordul Mării Negre al lui Ermanaric a fost distrus de huni în aproximativ 375, herulii au devenit supuși ai Imperiului Hun, însoțind pe huni și (ostro)goți în devastarea și prădarea Europei. Numai după căderea hunilor în 454, au avut herulii posibilitatea de a crea unui mic regat în sudul Slovaciei, lângă râurile Morava și Theiss (Tisa).
După aceasta, regatul a fost distrus de longobarzii ce au invadat Panonia, și moștenirea heruliană s-a risipit. Herulii rămași s-au alăturat longobarzilor și au năvalit cu ei în Italia, iar unii dintre ei au căutat refugiu la gepizi. Marcellinus consemnează că romanii (adică romanii de est sau în denumirea modernă bizantini) le-au permis acestora să se reinstaleze pe terenurile depopulate ale orașelor de lângă Singidunum (Belgrad astăzi); acest lucru a fost făcut prin ordinul lui "Anastasius Caesar" undeva între 29 iunie și 31 august 512. Dar, după o generație, acest "regat" minor a dispărut din evidențele istorice.
Înregistrările istoriografice indică faptul că herulii au servit în armatele împăraților antici bizantini ( Imperiul Roman de Est) pentru un număr de ani, în special în campaniile lui Belisarius, când mare parte din teritoriul vechilor romani, inclusiv Italia, Siria, și Africa de Nord au fost recucerite. Pharus a fost un comandant herulian notabil în această perioadă. Câteva mii de heruli au servit în garda personală a lui Belisarius de-a lungul campaniilor. Ei dispar din însemnările istorice de la mijlocul secolului al VI-lea.
Potrivit lui Procopius, mulți heruli s-ar fi întors în Scandinavia și s-au așezat lângă Geats ("Gautoi"). Locurile unde se presupune că s-au reinstalat au fost identificate la Vermland sau provinciile Blekinge și Värend, două districte unde femeile aveau drepturi egale de moștenire cu frații lor. Unele familii nobile suedeze din zonă, de asemenea, pretind a fi urmașii herulilor întorși. Ar trebui remarcat faptul că astfel de identificări nu sunt acceptate istoriografic pe scară largă. De asemenea, s-a sugerat că herulii întorși au fost primii care au colonizat Islanda.
Niciun "heruli" nu este menționat în cronicile anglo-saxone, francilor sau nordicilor, deci se presupune că au fost cunoscuți în nord și vest sub un alt nume. Enciclopedia Britanică din 1911 a sugerat că "heruli" ar fi putut să fie un titlu de onoare, din moment ce numele heruli în sine este identificat de mulți cu anglo-saxonul "eorlas" ("nobili"), vechiul "erlos" saxon ("oameni"), singular ("erilaz") și apare frecvent în inscripțiile timpurii din nord.
De la sfârșitul secolului al III-lea, herulii sunt, de asemenea, menționați ca năvălitori în Galia și Spania, unde sunt menționați, împreună cu saxonii și alemanii. Acești heruli sunt de obicei considerați ca fiind herulii de Vest; așezările lor se presupune că au fost undeva pe Rinul de jos.
În Italia, familia nobilă Eroli (Narni, Roma), pe baza etimologiei Eroli, pretinde că s-ar trage din heruli, după cucerirea de către Odoacru a Italiei.

### Relațiile de același sex
Potrivit lui Procopius, herulii au practicat un ritual războinic homosexual. În lucrarea sa "De Bello Gothico", Procopius este scandalizat de faptul că "... și ei fac sex contrar capetelor legii divine, chiar și cu bărbați și măgari" (xiv VI. 36). Procopius nu a dezvoltat această scurtă declarație. Cu toate acestea, el a menționat de asemenea că tineri "Erouloi" (grecescul pentru heruli) intrau în luptă chiar și fără un scut de protecție; după ce își dovedeau vitejia în luptă, comandanții lor heruli le permiteau să continuie lupta echipați, semnificând intrarea lor completă în bărbăție.
Un istoric al homosexualității, David Greenberg, consideră că în acest pasaj, Procopius a sugerat că homosexualitatea practicată de heruli a fost ritualică și inițiatică în natură, pentru că "sodomia a fost practicată în legătură cu tranziția de la tinerețe la vârsta bărbăției". În Germania timpurie "societățile pentru bărbați (Männerbünde)", erau comune ca în multe culturi indo-europene. Din nou, această sodomie inițiatică este identică cu practicile strâns legate ale tribului Suebian și Taifali, raportate de Ammianus Marcellinus (31.9.5).
Ritualuri de sodomie războinice (erotism între un adult și un tânăr) ar fi fost comune pentru toate popoarele indo-europene conform școlii de gândire elaborată de istoricii francezi, cum ar fi Bernard Sergent; forme variate a homosexualității ritualice sunt bine-documentate și au fost instituționalizate în special în întreaga Grecie antică, la sciți, celți și alții.